# 廣瀬大介
廣瀬 大介（ひろせ だいすけ、1991年6月3日 - ）は、日本の声優、俳優。東京都出身。ケッケコーポレーション所属。

## 略歴
エキストラ登録がきっかけで芸能界入り。2009年、メインキャストプロダクション所属となる。2010年、舞台『gunjiPRODUCE Vol.98 ミュージカル～LOVE～真夏の夜の夢』で俳優デビュー。その後は、舞台を中心に活躍する。
2011年12月24日、シングル「アクアリウム」およびミニアルバム「タイムカプセル」でソロデビュー。2012年、テレビアニメ『ライチ DE 光クラブ』のカネダ役で声優初挑戦。
2015年2月末日、メインキャストプロダクションでの専属契約の期間満了により退所、キャストコーポレーションへ移籍。デビューした頃から憧れていた声優に転向するため、2017年1月31日付でキャストコーポレーションを退所、同年2月1日にケッケコーポレーションへ移籍する。
声優に転向したが完全に舞台役者を辞めたわけではなく、本人は「（舞台）役者業をやめたつもりはない。（舞台役者と声優）どっちも上手にやることが性格的にできないので、今は声優のお仕事に集中している」と2019年発行の雑誌で話している。

## 人物
趣味は旅行、ゲーム。特技は剣殺陣、アクション、社交ダンス。
兄が二人おり、末っ子である。

## 出演
太字はメインキャラクター。

### テレビアニメ
2012年
- ライチ DE 光クラブ（カネダ）

2017年
- 王室教師ハイネ（レオンハルト・フォン・グランツライヒ）

2018年
- 終電後、カプセルホテルで、上司に微熱伝わる夜。（菅原慧）

2019年
- 戦×恋（男子生徒A、スタッフ、学生B、AD、救急隊員）

2020年
- A3!（斑鳩三角） - 2シリーズ

2021年
- ゾンビランドサガ リベンジ（審査員B）
- RE-MAIN（牛窓善晴）

2022年
- ぷちセカ（天馬司）
- シュート!Goal to the Future（立浪陽向）
- BLEACH 千年血戦篇（死神）

2025年
- 傷だらけ聖女より報復をこめて（ユアン族の男）
- 勇者パーティーを追放された白魔導師、Sランク冒険者に拾われる 〜この白魔導師が規格外すぎる〜（クロス）

### 劇場アニメ
- 劇場版 王室教師ハイネ（2019年、レオンハルト・フォン・グランツライヒ[16]）
- 劇場版プロジェクトセカイ 壊れたセカイと歌えないミク（2025年、天馬司[17]）

### Webアニメ
- グッド・ナイト・ワールド（2023年、イチ / 有間太一郎[18]）
- ワンダーランズ×ショウタイム - Journey to Bloom『HAPPINESS』（2023年、天馬司）

### ゲーム
2017年
- A3!（斑鳩三角）
- Shadowverse（円卓の騎士・トリスタン、ゴブリンゾンビ、ジャングルの守護者）
- サウザンドメモリーズ（蒼氷の柔剣士シクルス）
- 黒の騎士団〜ナイツクロニクル〜（エリック）
- あやかしむすび（佐倉井桜汰）

2018年
- 魔王さまをプロデュース!〜七つの大罪 for GIRLS〜（アスモデウス）
- オンエア!（冠嵐真）

2019年
- Alice Closet（セイラン）
- ドラガリアロスト（デュラルド）

2020年
- ポケモンマスターズ / EX（2020年 - 2025年、ヒビキ）
- 錬神のアストラル（レックス・レーナー）
- プロジェクトセカイ カラフルステージ! feat. 初音ミク（天馬司）

2024年
- My9Swallows TOPSTARS LEAGUE（時透晴生）
- リバース:1999（210）
- 東京ディバンカー（音無叶空）

### ドラマCD
2017年
- 一途なカレにひたすら告白されるCD（青木理久）
- 戦国ヴァンプ（前田利家）

2018年
- 王室教師ハイネ ドラマCD〜森でのできごと〜（レオンハルト・フォン・グランツライヒ）
- きみは皮肉なキラキラ星（君塚司）
- 春告と雪息子シリーズ（敷島ミカ）

2021年
- 元カレが腐男子になっておりまして。（片倉錫也）

### ラジオドラマ
- サタデードラマハウス美男子劇場「ツイステッド・トライアングル」（2017年、林諒太郎[38]）

### ラジオ
※はインターネット配信。
- 廣瀬大介の声友部（2017年 - 、ニコニコ生放送※[39]）
- 廣瀬大介の興味がわくラジオ（2017年、マンガPark※）
- 廣瀬大介の興味しかないラジオ（2018年、マンガPark※[40]）
- 蒼井翔太の逢いたい人を呼んでみた!（2018年、マンガPark※）マンスリーゲスト
- ComicFesta Radio 終電後、カプセルホテルで、菅原慧の微熱伝わる夜。（2018年、音泉※）[41]
- 廣瀬大介・葉山翔太「ハチ学ラジオ」（2021年 - 、ニコニコ生放送※）[42]

### 舞台
- gunjiPRODUCE Vol.98「ミュージカル～LOVE～真夏の夜の夢」（2010年8月、ムーブ町屋） - ディミトリアス 役
- ミュージカル・テニスの王子様2ndシーズン - 木更津淳／木更津亮 役
  - 青学vs聖ルドルフ・山吹（2011年4月 - 5月、JCBホール 他）
  - 青学vs氷帝（2011年7月 - 9月、JCBホール 他） ※日替わりゲスト。
  - Dream Live 2011（2011年11月5日、神戸ワールド記念ホール 他）
  - 青学vs六角（2011年12月 - 2012年2月、日本青年館 他）
  - 春の大運動会 2012（2012年5月13日、有明コロシアム）
  - 青学vs立海（2012年7月 - 9月、JCBホール 他）
  - SEIGAKU Farewell Party（2012年10月、JCBホール）
  - Dream Live 2013（2013年4月 - 5月、横浜アリーナ 他）
  - 春の大運動会 2014（2014年4月26日、横浜アリーナ）
  - Dream Live 2014（2014年11月、さいたまスーパーアリーナ 他）
- 合唱ブラボー（2012年4月、CBGKシブゲキ!!） - レオナルド・ヤング王子 役 ※ゲスト
- ミュージカル『薄桜鬼』 - 沖田総司 役
  - ミュージカル『薄桜鬼』～斎藤一篇～（2012年4月 - 5月、池袋サンシャイン劇場）
  - ミュージカル『薄桜鬼』～沖田総司篇～（2013年3月、池袋サンシャイン劇場） - 主演
  - ミュージカル『薄桜鬼』～土方歳三篇～（2013年10月、日本青年館 大ホール）
  - ミュージカル『薄桜鬼』 HAKU-MYU LIVE（2014年1月）
  - ミュージカル『薄桜鬼』～風間千景篇～（2014年5月 - 6月、新神戸オリエンタル劇場／シアター1010）
  - ミュージカル『薄桜鬼』～藤堂平助篇～（2015年1月、京都劇場／六本木ブルーシアター）
- 銀河英雄伝説 輝く星 闇を裂いて（2012年11月、東京国際フォーラム） - ウィレム・ホーランド 役
- ライチ☆光クラブ（2012年12月、紀伊國屋ホール）- カネダ 役
  - ライチ☆光クラブ 再演（2013年12月、AiiA Theater Tokyo） - カネダ 役
- ママと僕たち（2013年6月、AiiA Theater Tokyo） - りく 役
- abc★赤坂ボーイズキャバレー 表 FINAL！「最後の放電！」 ～自分に喝を入れて勝つ！～（2013年8月、赤坂ACTシアター／シアターBRAVA！） - 桜木優太 役
- ラプンツェル Rapunzel（2013年10月、関交協ハーモニックホール） - ノワール 役
- 銀河英雄伝説 第四章 前篇 激突前夜（2013年11月 - 12月、東京国際フォーラム　ホールC） - ルパート・ケッセルリンク 役
- ミュージカル・コメディ『Love Chase!!』（2014年5月、シアタークリエ）
- Messiah メサイア - 悠里淮斗 役
  - Messiah メサイア -紫微ノ章-（2014年8月、サンシャイン劇場）[43]
  - Messiah メサイア -翡翠ノ章-（2015年5月、サンシャイン劇場／新神戸オリエンタル劇場）
  - Messiah メサイア -鋼ノ章-（2015年9月、シアターGロッソ／新神戸オリエンタル劇場）
- THE ホーンテッド・アパート（2015年8月、スクエア荏原 ひらつかホール） - 稲山 役
- 逆転裁判2 ～さらば、逆転～ 再演（2015年10月 - 11月、俳優座劇場／ABCホール） - 王都楼真悟 役
- ミュージカル「ヘタリア」 - イギリス 役[44][45][46]
  - Singin' in the World（2015年12月、六本木ブルーシアター）
  - The Great World（2016年11月、シアター1010／森ノ宮ピロティホール）
  - in the new world（2017年7月 - 8月、NHK大阪ホール／シアター1010）
  - FINAL LIVE～A World in the Universe～（2018年3月、幕張メッセ イベントホール／フェスティバルホール）
  - The world is wonderful（2021年12月、COOL JAPAN PARK OSAKA WWホール／品川プリンスホテル ステラボール）
  - The Fantastic World（2023年4月、東大阪市文化創造館　Dream House 大ホール／日本青年館ホール）
  - The glorious world（2024年8月 - 9月、京都劇場／森ノ宮ピロティホール／日本青年館ホール）[47]
  - A tender world（2025年6月 - 7月、日本青年館ホール／COOL JAPAN PARK OSAKA WWホール／けんしん郡山文化センター 大ホール）[48]
- ミュージカル「手紙」（2016年1月 - 2月、新国立劇場／枚方市市民会館／新神戸オリエンタル劇場） - 寺尾祐輔 役
- 舞台『刀剣乱舞』 - 一期一振 役
  - 刀剣乱舞～虚伝 燃ゆる本能寺～（2016年5月、AiiA 2.5 Theater Tokyo）
  - 再演（2016年12月 - 2017年1月、天王洲銀河劇場／メルパルクホール／北九州ソレイユホール）
- 大正浪漫探偵譚～君影草の設計書～（2016年7月、東京芸術劇場シアターウエスト） - 南澤譲 役[49]
- テイルズ オブ フェスティバル 2017「テイルズ オブ ザ ステージ」（2017年6月、横浜アリーナ） - アスラン・フリングス 役[50]
- 王室教師ハイネ（2017年9月） - レオンハルト・フォン・グランツライヒ 役[51]
  - 王室教師ハイネ-THE MUSICAL II-（2019年4月、TOKYO DOME CITY HALL／神戸国際会館 こくさいホール）[52]
- ミュージカル「マイ・バケットリスト Season6」（2019年11月8日 - 14日、浅草花劇場） - カング 役 ※トリプルキャスト[53]
- ミュージカル「マギ」 - カシム役[54]
  - －迷宮組曲－（2022年6月、天王洲 銀河劇場／森ノ宮ピロティホール）
  - -バルバッド狂騒曲-（2023年6月、品川プリンスホテル ステラボール／森ノ宮ピロティホール）
- リーディングステージ「東京クロノス 渋谷隔絶」（2024年3月、渋谷区文化総合センター大和田 伝承ホール） - 神谷衣緒 役[55]

### 朗読劇
- 朗読劇+新春語合「宮本武蔵～巌流島の戦い～」（2013年1月、日本橋公会堂）
- 本格文學朗読劇「極上文學」『夢十夜』（2013年1月、シアターサンモール） - 百合 役
  - 本格文學朗読劇「極上文學」『ドグラ・マグラ』（2014年6月、紀伊國屋ホール／紀伊國屋サザンシアター） - 青年I 役
- 朗読劇「しっぽのなかまたち4」（2015年8月、全労済ホールスペース・ゼロ）
- 朗読で描く海外名作シリーズ 音楽朗読劇 「レ・ミゼラブル」（2019年11月、池袋サンシャイン劇場）- アンジョルラス 役[56]
- 声のプロフェッショナルが奏でるリーディングシェイクスピア『マクベス』（2020年12月、池袋サンシャイン劇場） - シーワード魔女 役他[57]
- 朗読劇「NO TRAVEL,NO LIFE」（2021年4月17日 - 18日、オンライン配信）- 須田誠 役[58]
- 朗読と能で描く陰陽師と鬼の世界 朗読劇「幽玄朗読舞『KANAWA』」（2021年8月31日、銀座博品館劇場） - 藤原和人 役[59]
- 朗読劇「彼女が好きなものはホモであって僕ではない」（2021年9月4日、草月ホール） - 安藤純 役
- 音楽朗読劇 『フェルメール・ブルー』（2022年8月2日、TOKYOFMホール） - テオ・ファン・ウェインハールデン 役他[60]
- 江戸川乱歩の世界 朗読劇『幻燈の獏』（2022年8月14日、イイノホール） - 神田 役[61]
- 世界探偵局 イベントvol.2（2022年8月27日、三郷市文化会館　小ホール）[62]
- 声優朗読劇 フォアレーゼン〈ルクレールの暗殺〉（2022年9月3日、ティアラこうとう_大ホール）[63]
- アニマックス朗読劇『ハニーレモンソーダ』（2022年9月4日、ヒューリックホール東京）-三浦 界 役[64]
- ”観劇型推理ゲーム”『ボイスミステリー』（2022年9月25日、Hall Mixa） - フリーペ・ルソナ / トオル 役[65]
- 声優朗読劇フォアレーゼン ～ベートーヴェンがやって来た！ヤア！ヤア！ヤア！～（2023年1月15日、リナシティかのや 3Fホール）[66]
- 戯曲音劇「星の王子さま」（2023年2月26日、なかのZERO大ホール）[67][68] - きつね 役
- 朗読劇『胡蝶ノ、ユメ』（2023年8月16日・18日、TOKYO FMホール） - 今辰朗・東雲賢世 役
- 声優朗読劇 フォアレーゼン ～ルクレールの暗殺～（2023年9月10日、入善コスモホール）[69]
- 朗読劇「世界から猫が消えたなら」（2023年12月日、こくみん共済 coop ホール／スペース・ゼロ） - 僕 役[70]
- 声優朗読劇フォアレーゼン ある夜の庚申の宴〈日光〉（2025年3月16日、日光市今市文化会館_大ホール）[71]

### テレビドラマ
- タンブリング（2010年4月 - 6月、TBS） - 烏森高校生 役
- 相棒 season12 第4話「別れのダンス」（2013年11月6日、テレビ朝日） - 芳川圭一 役
- Messiah メサイア -影青ノ章-（2015年2月 - 3月、TOKYO MX） - 悠里淮斗 役

### 映画
- ふみだい食堂（2013年7月） - 河上 役
- ゲバルト（2013年11月） - 橋本銀次 役
- グラフィティ!!（2014年1月） - 主演・友秀 役
- フェアトレードボーイ（2014年1月） - タモツ 役
- Messiah メサイア -深紅ノ章-（2015年10月） - 悠里淮斗 役
- さざ波ラプソディー（2017年1月） - 風間亮 役

### オリジナルビデオ
- 雪月花スクランブル～学生寮は恋愛禁止!?～（2014年8月 - 9月、スマートボーイズ） - 花谷貴也 役[72]

### CM
- サブウェイ「オーダーメイド彼氏」第1話（2012年）
- 劇場版プロジェクトセカイ コラボCM
  - ホットペッパービューティー×劇場版プロジェクトセカイ「#想髪で新セカイへ」キャンペーン（2024年 - 2025年、天馬司）
  - 劇場版プロセカ×LAVIE SOLコラボムービー「TUNE YOUR COLORS」（2024年、天馬司）

### インターネット配信番組
- プロジェクトセカイ ワンダショちゃんねる（2020年 - 2023年、YouTube、ニコニコ生放送、Periscope）
- 廣瀬大介のゲーム部屋（2023年 - 、OPENREC.tv）

### その他コンテンツ
- チョクメ（2017年7月1日 - ）[73]
- オーディオドラマ『恋が暴走する惑星 アオ☆パラ』（2022年、ヨコヤマ[74]）
- プロジェクトセカイ カラフルステージ! feat. 初音ミク ボイスドラマ（2021年 - 2022年、天馬司） - 2作品[一覧 1]
- 僕たちは夜な夜な（2023年9月15日 - ）- 雑司ヶ谷イツキ 役
- おんせんし(2024年6月 ‐ ) ‐ ジュン 役
- 煮ル果実ライブツアー2024『MWLÁND TOUR』ライブハウス型次元転移アトラクション『MWLÁND』特別紹介映像（2024年10月26日）- ナレーション

## ディスコグラフィ

### シングル
|     | 発売日         | タイトル     | 規格品番 | オリコン最高位 |
| --- | -------------- | ------------ | -------- | -------------- |
| 1st | 2011年12月24日 | アクアリウム | SWCD-203 | 圏外           |

### ミニアルバム
|     | 発売日         | タイトル       | 規格品番 | オリコン最高位 |
| --- | -------------- | -------------- | -------- | -------------- |
| 1st | 2011年12月24日 | タイムカプセル | SWCD-202 | 圏外           |

### キャラクターソング
| 発売日   | 商品名 | 歌 | 楽曲                                                                           | 備考                                                                                          |
| 2017年   | 2017年 | 2017年 | 2017年                                                                         | 2017年                                                                                        |
| -------- | --- | --- | ------------------------------------------------------------------------------ | --------------------------------------------------------------------------------------------- |
| 5月24日  | A3! First SUMMER EP                                                                                       | 夏組 | 「オレサマ☆夏summer」                                                          | ゲーム『A3!』関連曲                                                                           |
| 6月21日  | Prince Night～どこにいたのさ!? MY PRINCESS～                                                              | P4 with T | 「Prince Night～どこにいたのさ!? MY PRINCESS～」                               | テレビアニメ『王室教師ハイネ』エンディングテーマ                                              |
| 6月21日  | Prince Night～どこにいたのさ!? MY PRINCESS～                                                              | P4 with T | 「Willkommen～美しきこの王国で～」                                             | テレビアニメ『王室教師ハイネ』関連曲                                                          |
| 10月4日  | A3! Blooming SUMMER EP                                                                                    | スカイ［斑鳩三角（廣瀬大介）］、ヘンリー［向坂椋（山谷祥生）］                                                         | 「進め！パイレーツ」                                                           | ゲーム『A3!』関連曲                                                                           |
| 10月4日  | A3! Blooming SUMMER EP                                                                                    | 斑鳩三角（廣瀬大介）                                                                                                   | 「いちにっさんかく」                                                           | ゲーム『A3!』関連曲                                                                           |
| 11月29日 | 王室教師ハイネキャラクターソング「トルテをよこせっ！」                                                    | レオンハルト（廣瀬大介）&ハイネ（植田圭輔）from P4 with T                                                              | 「トルテをよこせっ！」                                                         | テレビアニメ『王室教師ハイネ』関連曲                                                          |
| 11月29日 | 王室教師ハイネキャラクターソング「トルテをよこせっ！」                                                    | レオンハルト（廣瀬大介）                                                                                               | 「Prince Night～どこにいたのさ!? MY PRINCESS～」                               | テレビアニメ『王室教師ハイネ』関連曲                                                          |
| 2018年   | | |                                                                                |                                                                                               |
| 5月25日  | SHOOT THE STARS                                                                                           | Nacht | 「SHOOT THE STARS」                                                            | ゲーム『魔王さまをプロデュース！～七つの大罪 for GIRLS～』主題歌                              |
| 10月3日  | A3! VIVID SUMMER EP                                                                                       | 夏組 | 「夏って☆パリパリ！」                                                          | ゲーム『A3!』関連曲                                                                           |
| 10月3日  | A3! VIVID SUMMER EP                                                                                       | キイチ［三好一成（小澤廉）］、ヨシマル［斑鳩三角（廣瀬大介）］                                                         | 「渾沌オーライ！」                                                             | ゲーム『A3!』関連曲                                                                           |
| 12月12日 | ウラオモテTEACHER                                                                                         | 只野誠人［斑鳩三角（廣瀬大介）］、近藤譲［月岡紬（田丸篤志）］                                                         | 「放課後ミッドナイト」                                                         | ゲーム『A3!』関連曲                                                                           |
| 2019年   | | |                                                                                |                                                                                               |
| 2月8日   | "友達 以上×敵 未満"                                                                                       | P4 with T | 「"友達 以上×敵 未満"」                                                        | 劇場アニメ『劇場版 王室教師ハイネ』エンディングテーマ                                         |
| 2月8日   | "友達 以上×敵 未満"                                                                                       | P4 with T | 「"友達 以上×敵 未満" Remix」 「"友達 以上×敵 未満" Remix2」                   | 劇場アニメ『劇場版 王室教師ハイネ』関連曲                                                     |
| 6月26日  | A3! BRIGHT SUMMER EP                                                                                      | 夏組 | 「Ever☆Blooming!」                                                             | ゲーム『A3!』関連曲                                                                           |
| 2020年   | | |                                                                                |                                                                                               |
| 5月20日  | Home/オレンジ・ハート                                                                                     | 夏組 | 「オレンジ・ハート」                                                           | テレビアニメ『A3!』エンディングテーマ                                                         |
| 2021年   | | |                                                                                |                                                                                               |
| 3月24日  | A3! EVER LASTING LP                                                                                       | 木津浩成［斑鳩三角（廣瀬大介）］、夏川空［兵頭九門（畠中祐）］                                                         | 「Shake the Shape」                                                            | ゲーム『A3!』関連曲                                                                           |
| 7月21日  | セカイはまだ始まってすらいない/potatoになっていく                                                         | ワンダーランズ×ショウタイム、初音ミク                                                                                  | 「セカイはまだ始まってすらいない」 「potatoになっていく」                      | ゲーム『プロジェクトセカイ カラフルステージ! feat. 初音ミク』関連曲                           |
| 10月20日 | A3! SUNNY SUMMER EP                                                                                       | 斑鳩三角（廣瀬大介）                                                                                                   | 「さんかくあつめ」                                                             | ゲーム『A3!』関連曲                                                                           |
| 12月8日  | セカイ/ワーワーワールド/群青讃歌                                                                          | 星乃一歌（野口瑠璃子）、天馬司（廣瀬大介）、宵崎奏（楠木ともり）、初音ミク                                             | 「セカイ」                                                                     | ゲーム『プロジェクトセカイ カラフルステージ! feat. 初音ミク』関連曲                           |
| 12月8日  | セカイ/ワーワーワールド/群青讃歌                                                                          | 星乃一歌（野口瑠璃子）、花里みのり（小倉唯）、小豆沢こはね（秋奈）、天馬司（廣瀬大介）、宵崎奏（楠木ともり）、初音ミク | 「群青讃歌」                                                                   | ゲーム『プロジェクトセカイ カラフルステージ! feat. 初音ミク』関連曲                           |
| 2022年   | | |                                                                                |                                                                                               |
| 2月2日   | ワンダーランズ×ショウタイム SEKAI ALBUM vol.1                                                             | ワンダーランズ×ショウタイム、鏡音リン                                                                                  | 「スイートマジック」                                                           | ゲーム『プロジェクトセカイ カラフルステージ! feat. 初音ミク』関連曲                           |
| 2月2日   | ワンダーランズ×ショウタイム SEKAI ALBUM vol.1                                                             | ワンダーランズ×ショウタイム、鏡音レン                                                                                  | 「ブリキノダンス」 「脱法ロック」                                              | ゲーム『プロジェクトセカイ カラフルステージ! feat. 初音ミク』関連曲                           |
| 2月2日   | ワンダーランズ×ショウタイム SEKAI ALBUM vol.1                                                             | ワンダーランズ×ショウタイム、鏡音リン、鏡音レン                                                                        | 「ぼうけんのしょがきえました！」                                               | ゲーム『プロジェクトセカイ カラフルステージ! feat. 初音ミク』関連曲                           |
| 2月2日   | ワンダーランズ×ショウタイム SEKAI ALBUM vol.1                                                             | ワンダーランズ×ショウタイム、初音ミク                                                                                  | 「ミラクルペイント」                                                           | ゲーム『プロジェクトセカイ カラフルステージ! feat. 初音ミク』関連曲                           |
| 2月2日   | ワンダーランズ×ショウタイム SEKAI ALBUM vol.1                                                             | ワンダーランズ×ショウタイム                                                                                            | 「チュルリラ・チュルリラ・ダッダッダ！」                                       | ゲーム『プロジェクトセカイ カラフルステージ! feat. 初音ミク』関連曲                           |
| 2月2日   | ワンダーランズ×ショウタイム SEKAI ALBUM vol.1                                                             | ワンダーランズ×ショウタイム、鏡音レン                                                                                  | 「お気に召すまま」 「テレキャスタービーボーイ」                                | ゲーム『プロジェクトセカイ カラフルステージ! feat. 初音ミク』関連曲                           |
| 2月2日   | ワンダーランズ×ショウタイム SEKAI ALBUM vol.1                                                             | ワンダーランズ×ショウタイム                                                                                            | 「KING」                                                                       | ゲーム『プロジェクトセカイ カラフルステージ! feat. 初音ミク』関連曲                           |
| 3月16日  | ニジイロストーリーズ/ワンスアポンアドリーム                                                               | ワンダーランズ×ショウタイム、鏡音レン                                                                                  | 「ワンスアポンアドリーム」                                                     | ゲーム『プロジェクトセカイ カラフルステージ! feat. 初音ミク』関連曲                           |
| 11月1日  | Journey                                                                                                   | 初音ミク、星乃一歌（野口瑠璃子）、花里みのり（小倉唯）、小豆沢こはね（秋奈）、天馬司（廣瀬大介）、宵崎奏（楠木ともり） | 「Journey」                                                                    | ゲーム『プロジェクトセカイ カラフルステージ！ feat. 初音ミク』2周年アニバーサリーソング       |
| 2023年   | | |                                                                                |                                                                                               |
| 2月15日  | トンデモワンダーズ/Glory Steady Go                                                                        | ワンダーランズ×ショウタイム、KAITO                                                                                     | 「トンデモワンダーズ」                                                         | ゲーム『プロジェクトセカイ カラフルステージ! feat. 初音ミク』関連曲                           |
| 2月15日  | トンデモワンダーズ/Glory Steady Go                                                                        | ワンダーランズ×ショウタイム、巡音ルカ                                                                                  | 「Glory Steady Go」                                                            | ゲーム『プロジェクトセカイ カラフルステージ! feat. 初音ミク』関連曲                           |
| 4月26日  | ショウタイム・ルーラー/にっこり^^調査隊のテーマ                                                           | ワンダーランズ×ショウタイム、鏡音リン                                                                                  | 「ショウタイム・ルーラー」                                                     | ゲーム『プロジェクトセカイ カラフルステージ! feat. 初音ミク』関連曲                           |
| 4月26日  | ショウタイム・ルーラー/にっこり^^調査隊のテーマ                                                           | ワンダーランズ×ショウタイム、初音ミク                                                                                  | 「にっこり^^調査隊のテーマ」                                                   | ゲーム『プロジェクトセカイ カラフルステージ! feat. 初音ミク』関連曲                           |
| 4月28日  | Be The MUSIC!                                                                                             | 「All Music MIKUdemy」一同                                                                                             | 「Be The MUSIC!」                                                              | ゲーム『プロジェクトセカイ カラフルステージ! feat. 初音ミク』関連曲                           |
| 8月2日   | 88☆彡/星空のメロディー                                                                                    | ワンダーランズ×ショウタイム、KAITO                                                                                     | 「88☆彡」                                                                      | ゲーム『プロジェクトセカイ カラフルステージ! feat. 初音ミク』関連曲                           |
| 8月2日   | 88☆彡/星空のメロディー                                                                                    | ワンダーランズ×ショウタイム、MEIKO                                                                                     | 「星空のメロディー」                                                           | ゲーム『プロジェクトセカイ カラフルステージ! feat. 初音ミク』関連曲                           |
| 10月1日  | NEO | 初音ミク、星乃一歌（野口瑠璃子）、花里みのり（小倉唯）、小豆沢こはね（秋奈）、天馬司（廣瀬大介）、宵崎奏（楠木ともり） | 「NEO」                                                                        | ゲーム『プロジェクトセカイ カラフルステージ！ feat. 初音ミク』3周年アニバーサリーソング       |
| 10月11日 | どんな結末がお望みだい？/星空オーケストラ                                                                 | ワンダーランズ×ショウタイム、初音ミク                                                                                  | 「どんな結末がお望みだい？」                                                   | ゲーム『プロジェクトセカイ カラフルステージ! feat. 初音ミク』関連曲                           |
| 10月11日 | どんな結末がお望みだい？/星空オーケストラ                                                                 | ワンダーランズ×ショウタイム、巡音ルカ                                                                                  | 「星空オーケストラ」                                                           | ゲーム『プロジェクトセカイ カラフルステージ! feat. 初音ミク』関連曲                           |
| 12月20日 | Mr. Showtime/箱庭のコラル                                                                                 | ワンダーランズ×ショウタイム、巡音ルカ                                                                                  | 「Mr. Showtime」                                                               | ゲーム『プロジェクトセカイ カラフルステージ! feat. 初音ミク』関連曲                           |
| 12月20日 | Mr. Showtime/箱庭のコラル                                                                                 | ワンダーランズ×ショウタイム、KAITO                                                                                     | 「箱庭のコラル」                                                               | ゲーム『プロジェクトセカイ カラフルステージ! feat. 初音ミク』関連曲                           |
| 2024年   | | |                                                                                |                                                                                               |
| 1月24日  | ワンダーランズ×ショウタイム SEKAI ALBUM vol.2                                                             | 天馬司（廣瀬大介）、神代類（土岐隼一）、鏡音レン                                                                       | 「ナンセンス文学」                                                             | ゲーム『プロジェクトセカイ カラフルステージ! feat. 初音ミク』関連曲                           |
| 1月24日  | ワンダーランズ×ショウタイム SEKAI ALBUM vol.2                                                             | ワンダーランズ×ショウタイム、鏡音リン                                                                                  | 「いーあるふぁんくらぶ」                                                       | ゲーム『プロジェクトセカイ カラフルステージ! feat. 初音ミク』関連曲                           |
| 1月24日  | ワンダーランズ×ショウタイム SEKAI ALBUM vol.2                                                             | ワンダーランズ×ショウタイム、初音ミク                                                                                  | 「神のまにまに」 「1925」                                                      | ゲーム『プロジェクトセカイ カラフルステージ! feat. 初音ミク』関連曲                           |
| 1月24日  | ワンダーランズ×ショウタイム SEKAI ALBUM vol.2                                                             | ワンダーランズ×ショウタイム                                                                                            | 「グッバイ宣言」                                                               | ゲーム『プロジェクトセカイ カラフルステージ! feat. 初音ミク』関連曲                           |
| 1月24日  | ワンダーランズ×ショウタイム SEKAI ALBUM vol.2                                                             | ワンダーランズ×ショウタイム、巡音ルカ                                                                                  | 「踊れオーケストラ」                                                           | ゲーム『プロジェクトセカイ カラフルステージ! feat. 初音ミク』関連曲                           |
| 1月24日  | ワンダーランズ×ショウタイム SEKAI ALBUM vol.2                                                             | ワンダーランズ×ショウタイム、鏡音レン                                                                                  | 「エゴロック」                                                                 | ゲーム『プロジェクトセカイ カラフルステージ! feat. 初音ミク』関連曲                           |
| 1月24日  | ワンダーランズ×ショウタイム SEKAI ALBUM vol.2                                                             | ワンダーランズ×ショウタイム、MEIKO                                                                                     | 「ラブカ？」                                                                   | ゲーム『プロジェクトセカイ カラフルステージ! feat. 初音ミク』関連曲                           |
| 1月24日  | ワンダーランズ×ショウタイム SEKAI ALBUM vol.2                                                             | 天馬司（廣瀬大介）、草薙寧々（Machico）、鏡音リン、鏡音レン                                                            | 「おこちゃま戦争」                                                             | ゲーム『プロジェクトセカイ カラフルステージ! feat. 初音ミク』関連曲                           |
| 5月8日   | プロジェクトセカイ カラフルステージ！ feat. 初音ミク アナザーボーカルアルバム ワンダーランズ×ショウタイム | 天馬司（廣瀬大介）、鳳えむ（木野日菜）                                                                                 | 「セカイはまだ始まってすらいない」                                             | ゲーム『プロジェクトセカイ カラフルステージ! feat. 初音ミク』関連曲                           |
| 5月8日   | プロジェクトセカイ カラフルステージ！ feat. 初音ミク アナザーボーカルアルバム ワンダーランズ×ショウタイム | 天馬司（廣瀬大介） | 「ブリキノダンス」 「KING」 「トンデモワンダーズ」 「フィクサー」 「群青讃歌」 | ゲーム『プロジェクトセカイ カラフルステージ! feat. 初音ミク』関連曲                           |
| 5月8日   | プロジェクトセカイ カラフルステージ！ feat. 初音ミク アナザーボーカルアルバム ワンダーランズ×ショウタイム | 天馬司（廣瀬大介）、草薙寧々（Machico）                                                                                | 「チュルリラ・チュルリラ・ダッダッダ！」                                       | ゲーム『プロジェクトセカイ カラフルステージ! feat. 初音ミク』関連曲                           |
| 6月26日  | キラピピ★キラピカ/フィラメントフィーバー                                                                  | ワンダーランズ×ショウタイム、MEIKO                                                                                     | 「キラピピ★キラピカ」                                                          | ゲーム『プロジェクトセカイ カラフルステージ! feat. 初音ミク』関連曲                           |
| 6月26日  | キラピピ★キラピカ/フィラメントフィーバー                                                                  | ワンダーランズ×ショウタイム、MEIKO                                                                                     | 「フィラメントフィーバー」                                                     | ゲーム『プロジェクトセカイ カラフルステージ! feat. 初音ミク』関連曲                           |
| 10月30日 | 世界を照らすテトラッド/サイバーパンクデッドボーイ                                                         | ワンダーランズ×ショウタイム、初音ミク                                                                                  | 「世界を照らすテトラッド」                                                     | ゲーム『プロジェクトセカイ カラフルステージ! feat. 初音ミク』関連曲                           |
| 10月30日 | 世界を照らすテトラッド/サイバーパンクデッドボーイ                                                         | ワンダーランズ×ショウタイム、鏡音リン                                                                                  | 「サイバーパンクデッドボーイ」                                                 | ゲーム『プロジェクトセカイ カラフルステージ! feat. 初音ミク』関連曲                           |
| 2025年   | | |                                                                                |                                                                                               |
| 1月17日  | スマイル*シンフォニー                                                                                     | ワンダーランズ×ショウタイム                                                                                            | 「スマイル*シンフォニー」                                                      | 劇場アニメ『劇場版プロジェクトセカイ 壊れたセカイと歌えないミク』関連曲                       |
| 1月30日  | Worlders                                                                                                  | バーチャル・シンガー、Leo/need、MORE MORE JUMP!、Vivid BAD SQUAD、ワンダーランズ×ショウタイム、25時、ナイトコードで。  | 「Worlders」                                                                   | 劇場アニメ『劇場版プロジェクトセカイ 壊れたセカイと歌えないミク』エンディングテーマ           |
| 2月21日  | 群青讃歌（劇場版プロジェクトセカイver.）                                                                  | Leo/need、MORE MORE JUMP!、Vivid BAD SQUAD、ワンダーランズ×ショウタイム、25時、ナイトコードで。                        | 「群青讃歌（劇場版プロジェクトセカイver.）」                                   | 劇場アニメ『劇場版プロジェクトセカイ 壊れたセカイと歌えないミク』挿入歌                       |
| 3月19日  | オペラ！スペースオペラ！/成敗いたAAAAAす！                                                                | ワンダーランズ×ショウタイム、鏡音レン                                                                                  | 「オペラ！スペースオペラ！」                                                   | ゲーム『プロジェクトセカイ カラフルステージ！ feat. 初音ミク』関連曲                          |
| 3月19日  | オペラ！スペースオペラ！/成敗いたAAAAAす！                                                                | ワンダーランズ×ショウタイム、巡音ルカ                                                                                  | 「成敗いたAAAAAす！」                                                          | ゲーム『プロジェクトセカイ カラフルステージ！ feat. 初音ミク』関連曲                          |
| 3月31日  | 熱風 | 初音ミク、星乃一歌（野口瑠璃子）、花里みのり（小倉唯）、小豆沢こはね（秋奈）、天馬司（廣瀬大介）、宵崎奏（楠木ともり） | 「熱風」                                                                       | ゲーム『プロジェクトセカイ カラフルステージ！ feat. 初音ミク』4周年アニバーサリーソング       |
| 3月31日  | コスモスパイス                                                                                            | 天馬司（廣瀬大介）、天馬咲希（礒部花凜）、初音ミク                                                                     | 「コスモスパイス」                                                             | 日清食品『カップヌードル』×『プロジェクトセカイ カラフルステージ！ feat. 初音ミク』コラボ楽曲 |
| 5月28日  | ワンダーランズ×ショウタイム SEKAI ALBUM vol.3                                                             | ワンダーランズ×ショウタイム、鏡音レン                                                                                  | 「嗚呼、素晴らしきニャン生」 「おちゃめ機能」                                  | ゲーム『プロジェクトセカイ カラフルステージ! feat. 初音ミク』関連曲                           |
| 5月28日  | ワンダーランズ×ショウタイム SEKAI ALBUM vol.3                                                             | ワンダーランズ×ショウタイム、初音ミク                                                                                  | 「太陽系デスコ」 「ちがう!!!」 「転生林檎」                                    | ゲーム『プロジェクトセカイ カラフルステージ! feat. 初音ミク』関連曲                           |
| 5月28日  | ワンダーランズ×ショウタイム SEKAI ALBUM vol.3                                                             | ワンダーランズ×ショウタイム、鏡音リン                                                                                  | 「強風オールバック」 「きょうもハレバレ」                                      | ゲーム『プロジェクトセカイ カラフルステージ! feat. 初音ミク』関連曲                           |
| 5月28日  | ワンダーランズ×ショウタイム SEKAI ALBUM vol.3                                                             | ワンダーランズ×ショウタイム、KAITO                                                                                     | 「古書屋敷殺人事件」                                                           | ゲーム『プロジェクトセカイ カラフルステージ! feat. 初音ミク』関連曲                           |
| 5月28日  | ワンダーランズ×ショウタイム SEKAI ALBUM vol.3                                                             | ワンダーランズ×ショウタイム、巡音ルカ                                                                                  | 「1000年生きてる」                                                             | ゲーム『プロジェクトセカイ カラフルステージ! feat. 初音ミク』関連曲                           |
| 9月17日  | ぼくのかみさま/オールセーブチャレンジ                                                                     | ワンダーランズ×ショウタイム、鏡音レン                                                                                  | 「ぼくのかみさま」                                                             | ゲーム『プロジェクトセカイ カラフルステージ! feat. 初音ミク』関連曲                           |
| 9月17日  | ぼくのかみさま/オールセーブチャレンジ                                                                     | ワンダーランズ×ショウタイム、KAITO                                                                                     | 「オールセーブチャレンジ」                                                     | ゲーム『プロジェクトセカイ カラフルステージ! feat. 初音ミク』関連曲                           |

## 書籍

### 写真集
- 1stフォトブック「ダイスケール」（2011年、スタジオワープ）

### シリーズ一覧
1. ↑  『YouTubeチャンネル登録者数25万人達成記念 ワンダーランズ×ショウタイム編』（2021年）、『神山高校文化祭 前日譚 ワンダーランズ×ショウタイム編』（2022年）

### 初出話一覧
1. ↑  第1話初出
2. ↑  第3話初出
3. ↑  第2話初出

### ユニットメンバー
1. 1 2  皇天馬（江口拓也）、瑠璃川幸（土岐隼一）、向坂椋（山谷祥生）、斑鳩三角（廣瀬大介）、三好一成（小澤廉）
2. 1 2  カイ（安里勇哉）、ブルーノ（安達勇人）、レオンハルト（廣瀬大介）、リヒト（蒼井翔太）with ハイネ（植田圭輔）
3. ↑  ルシファー（松岡禎丞）、レヴィアタン（諏訪部順一）、サタン（畠中祐）、ベルフェゴール（浪川大輔）、マモン（佐藤拓也）、ベルゼバブ（平川大輔）、アスモデウス（廣瀬大介）
4. 1 2  皇天馬（江口拓也）、瑠璃川幸（土岐隼一）、向坂椋（山谷祥生）、斑鳩三角（廣瀬大介）、三好一成（小澤廉）、兵頭九門（畠中祐）
5. 1 2 3 4 5 6 7 8 9 10 11 12 13 14 15 16 17 18 19 20 21 22 23 24 25 26 27 28 29 30 31 32 33 34 35 36 37  天馬司（廣瀬大介）、鳳えむ（木野日菜）、草薙寧々（Machico）、神代類（土岐隼一）
6. 1 2  天馬司（廣瀬大介）、神代類（土岐隼一）
7. ↑  天馬司（廣瀬大介）、鳳えむ（木野日菜）
8. ↑  初音ミク、鏡音リン、鏡音レン、巡音ルカ、MEIKO、KAITO、星乃一歌（野口瑠璃子）、天馬咲希（礒部花凜）、望月穂波（上田麗奈）、日野森志歩（中島由貴）、花里みのり（小倉唯）、桐谷遥（吉岡茉祐）、桃井愛莉（降幡愛）、日野森雫（本泉莉奈）、小豆沢こはね（秋奈）、白石杏（鷲見友美ジェナ）、東雲彰人（今井文也）、青柳冬弥（伊東健人）、天馬司（廣瀬大介）、鳳えむ（木野日菜）、草薙寧々（Machico）、神代類（土岐隼一）、宵崎奏（楠木ともり）、朝比奈まふゆ（田辺留依）、東雲絵名（鈴木みのり）、暁山瑞希（佐藤日向）

### 注
1. 1 2 3 4 5 6  配信限定。
2. 1 2  「劇場版プロジェクトセカイ 壊れたセカイと歌えないミク」の入場者特典として楽曲CDが先行提供された（非売品）[75]。現在は配信限定。